# Whitakers
Whitakers és una població dels Estats Units a l'estat de Carolina del Nord. Segons el cens del 2008 tenia 773 habitants.

## Demografia
Segons el cens del 2000, Whitakers tenia 799 habitants, 331 habitatges i 219 famílies. La densitat de població era de 376,2 habitants per km².
Dels 331 habitatges que hi havia a la població el 2000, en un 24,5% hi vivien nens de menys de 18 anys, en un 38,4% hi vivien parelles casades, en un 20,5% dones solteres, i en un 33,8% no hi vivien unitats familiars. En el 31,4% dels habitatges hi vivien persones soles, el 13,9% de les quals corresponia a persones de 65 anys o més. El nombre mitjà de persones vivint en cada habitatge era de 2,41 i el nombre mitjà de persones que vivien en cada família era de 3,04.
Per edats, la població es repartia de la següent manera: un 22% tenia menys de 18 anys, un 7,5% entre 18 i 24, un 27,5% entre 25 i 44, un 25,5% de 45 a 60 i un 17,4% 65 anys o més.
L'edat mediana era de 41 anys. Per cada 100 dones de 18 o més anys hi havia 84,3 homes.
La renda mediana per habitatge era de 24.141 $ i la renda mediana per família de 27.188 $. Els homes tenien una renda mediana de 29.643 $ mentre que les dones de 21.736 $. La renda per capita de la població era de 12.893 $. Entorn del 25,4% de les famílies i el 33,3% de la població estaven per davall del llindar de pobresa.

## Poblacions més properes
El següent diagrama mostra les poblacions més properes.